# Liste der Nummer-eins-Hits in der Schweiz (1981)
Dies ist eine Liste der Nummer-eins-Hits in der Schweiz im Jahr 1981. Sie basiert auf den Top 15 Singles der offiziellen Schweizer Hitparade. Es gab in diesem Jahr 16 Nummer-eins-Singles.

## Singles
| ← 1980 ← | Liste der Nummer-eins-Hits in der Schweiz | Liste der Nummer-eins-Hits in der Schweiz | Liste der Nummer-eins-Hits in der Schweiz                                           | 1982 →                    |
| \| Zeitraum \| Wo. ges. \| Interpret \| Titel Autor(en) \| Zusätzliche Informationen \| \| (Zeitraum, Wochen auf Platz eins, Interpret, Titel, Autor[en], zusätzliche Informationen) \| \| \| \| \| \| ----------------------------------------------------------------------------------------- \| -------- \| ------------------------ \| ----------------------------------------------------------------------------------- \| ------------------------- \| \| 14. Dezember 1980 – 17. Januar 1981 5 Wochen \| 5 \| Frank Duval & Orchestra \| Angel of Mine Musik: Uwe Frank Duval; Text: Kalina Maloyer \| – \| \| 18. Januar 1981 – 14. Februar 1981 4 Wochen \| 4 \| John Lennon \| (Just Like) Starting Over John Winston Lennon \| – \| \| 15. Februar 1981 – 28. Februar 1981 2 Wochen \| 2 \| Telly Savalas \| Some Broken Hearts Never Mend Wayland D. Holyfield \| – \| \| 1. März 1981 – 28. März 1981 4 Wochen \| 4 \| Barclay James Harvest \| Life Is for Living Richard Leslie Holroyd \| – \| \| 29. März 1981 – 11. April 1981 2 Wochen \| 2 \| Visage \| Fade to Grey Christopher John Payne, Midge Ure, Billy Currie \| – \| \| 12. April 1981 – 9. Mai 1981 4 Wochen \| 4 \| Joe Dolce Music Theatre \| Shaddap You Face Joseph Dolce \| – \| \| 10. Mai 1981 – 23. Mai 1981 2 Wochen \| 2 \| Phil Collins \| In the Air Tonight Phillip David Charles Collins \| – \| \| 24. Mai 1981 – 4. Juli 1981 6 Wochen \| 6 \| Stars on 45 \| Stars on 45 Jacobus Eggermont, Martinus Duiser \| – \| \| 5. Juli 1981 – 22. August 1981 7 Wochen \| 7 \| Kim Carnes \| Bette Davis Eyes Sharon Lee Myers, Donna Terry Weiss \| – \| \| 23. August 1981 – 29. August 1981 1 Woche \| 1 \| Stars on 45 \| Stars on 45 Vol. 2 Jacobus Eggermont, Martinus Duiser \| – \| \| 30. August 1981 – 12. September 1981 2 Wochen \| 2 \| Ingrid Kup \| Love What’s Your Face Musik: Uwe Frank Duval; Text: Kalina Maloyer \| – \| \| 13. September 1981 – 3. Oktober 1981 3 Wochen \| 3 \| Electric Light Orchestra \| Hold On Tight Jeff Lynne \| – \| \| 4. Oktober 1981 – 24. Oktober 1981 3 Wochen \| 3 \| Sheena Easton \| For Your Eyes Only Musik: Bill Conti; Text: Michael David Leeson \| – \| \| 25. Oktober 1981 – 28. November 1981 5 Wochen \| 5 \| Aneka \| Japanese Boy Robert Raymond Heatlie \| – \| \| 29. November 1981 – 26. Dezember 1981 4 Wochen \| 4 \| Olivia Newton-John \| Physical Stephen Alan Kipner, Terence John Shaddick \| – \| \| 27. Dezember 1981 – 30. Januar 1982 5 Wochen \| 5 \| Al Bano & Romina Power \| Sharazan Musik: Ciro Dammicco; Text: Stefano Dammicco, Albano Carrisi, Romina Power \| – \| |                                           |                                           |                                                                                     |                           |
| ← 1980 |                                           |                                           |                                                                                     | → 1982 →                  |
| Zeitraum | Wo. ges.                                  | Interpret                                 | Titel Autor(en)                                                                     | Zusätzliche Informationen |
| (Zeitraum, Wochen auf Platz eins, Interpret, Titel, Autor[en], zusätzliche Informationen) |                                           |                                           |                                                                                     |                           |
| 14. Dezember 1980 – 17. Januar 1981 5 Wochen | 5                                         | Frank Duval & Orchestra                   | Angel of Mine Musik: Uwe Frank Duval; Text: Kalina Maloyer                          | –                         |
| 18. Januar 1981 – 14. Februar 1981 4 Wochen | 4                                         | John Lennon                               | (Just Like) Starting Over John Winston Lennon                                       | –                         |
| 15. Februar 1981 – 28. Februar 1981 2 Wochen | 2                                         | Telly Savalas                             | Some Broken Hearts Never Mend Wayland D. Holyfield                                  | –                         |
| 1. März 1981 – 28. März 1981 4 Wochen | 4                                         | Barclay James Harvest                     | Life Is for Living Richard Leslie Holroyd                                           | –                         |
| 29. März 1981 – 11. April 1981 2 Wochen | 2                                         | Visage                                    | Fade to Grey Christopher John Payne, Midge Ure, Billy Currie                        | –                         |
| 12. April 1981 – 9. Mai 1981 4 Wochen | 4                                         | Joe Dolce Music Theatre                   | Shaddap You Face Joseph Dolce                                                       | –                         |
| 10. Mai 1981 – 23. Mai 1981 2 Wochen | 2                                         | Phil Collins                              | In the Air Tonight Phillip David Charles Collins                                    | –                         |
| 24. Mai 1981 – 4. Juli 1981 6 Wochen | 6                                         | Stars on 45                               | Stars on 45 Jacobus Eggermont, Martinus Duiser                                      | –                         |
| 5. Juli 1981 – 22. August 1981 7 Wochen | 7                                         | Kim Carnes                                | Bette Davis Eyes Sharon Lee Myers, Donna Terry Weiss                                | –                         |
| 23. August 1981 – 29. August 1981 1 Woche | 1                                         | Stars on 45                               | Stars on 45 Vol. 2 Jacobus Eggermont, Martinus Duiser                               | –                         |
| 30. August 1981 – 12. September 1981 2 Wochen | 2                                         | Ingrid Kup                                | Love What’s Your Face Musik: Uwe Frank Duval; Text: Kalina Maloyer                  | –                         |
| 13. September 1981 – 3. Oktober 1981 3 Wochen | 3                                         | Electric Light Orchestra                  | Hold On Tight Jeff Lynne                                                            | –                         |
| 4. Oktober 1981 – 24. Oktober 1981 3 Wochen | 3                                         | Sheena Easton                             | For Your Eyes Only Musik: Bill Conti; Text: Michael David Leeson                    | –                         |
| 25. Oktober 1981 – 28. November 1981 5 Wochen | 5                                         | Aneka                                     | Japanese Boy Robert Raymond Heatlie                                                 | –                         |
| 29. November 1981 – 26. Dezember 1981 4 Wochen | 4                                         | Olivia Newton-John                        | Physical Stephen Alan Kipner, Terence John Shaddick                                 | –                         |
| 27. Dezember 1981 – 30. Januar 1982 5 Wochen | 5                                         | Al Bano & Romina Power                    | Sharazan Musik: Ciro Dammicco; Text: Stefano Dammicco, Albano Carrisi, Romina Power | –                         |

## Jahreshitparade
| ← 1980 ← | Liste der Nummer-eins-Hits in der Schweiz                                      | Liste der Nummer-eins-Hits in der Schweiz | Liste der Nummer-eins-Hits in der Schweiz | 1982 →   |
| \| Position# \| Singles \| \| --------- \| ------------------------------------------------------------------------------ \| \| 1 \| Stars on 45 Jacobus Eggermont, Martinus Duiser \| \| 2 \| Bette Davis Eyes Kim Carnes Sharon Lee Myers, Donna Terry Weiss \| \| 3 \| Hold On Tight Electric Light Orchestra Jeff Lynne \| \| 4 \| For Your Eyes Only Sheena Easton Musik: Bill Conti; Text: Michael David Leeson \| \| 5 \| In the Air Tonight Phil Collins Phillip David Charles Collins \| \| 6 \| Shaddap You Face Joe Dolce Music Theatre Joseph Dolce \| \| 7 \| Japanese Boy Aneka Robert Raymond Heatlie \| \| 8 \| Maledetta primavera Loretta Goggi Gaetano Savio, Amerigo Cassella \| \| 9 \| Fade to Grey Visage Christopher John Payne, Midge Ure, Billy Currie \| \| 10 \| Life Is for Living Barclay James Harvest Richard Leslie Holroyd \| |                                                                                |                                           |                                           |          |
| ← 1980 |                                                                                |                                           |                                           | → 1982 → |
| Position# | Singles                                                                        |                                           |                                           |          |
| 1 | Stars on 45 Jacobus Eggermont, Martinus Duiser                                 |                                           |                                           |          |
| 2 | Bette Davis Eyes Kim Carnes Sharon Lee Myers, Donna Terry Weiss                |                                           |                                           |          |
| 3 | Hold On Tight Electric Light Orchestra Jeff Lynne                              |                                           |                                           |          |
| 4 | For Your Eyes Only Sheena Easton Musik: Bill Conti; Text: Michael David Leeson |                                           |                                           |          |
| 5 | In the Air Tonight Phil Collins Phillip David Charles Collins                  |                                           |                                           |          |
| 6 | Shaddap You Face Joe Dolce Music Theatre Joseph Dolce                          |                                           |                                           |          |
| 7 | Japanese Boy Aneka Robert Raymond Heatlie                                      |                                           |                                           |          |
| 8 | Maledetta primavera Loretta Goggi Gaetano Savio, Amerigo Cassella              |                                           |                                           |          |
| 9 | Fade to Grey Visage Christopher John Payne, Midge Ure, Billy Currie            |                                           |                                           |          |
| 10 | Life Is for Living Barclay James Harvest Richard Leslie Holroyd                |                                           |                                           |          |